# Pietro Castellacci
Pietro Castellacci (Pietrasanta, 14 marzo 1912 – Monte Dunun, 19 maggio 1936) è stato un militare italiano, insignito della medaglia d'oro al valor militare alla memoria nel corso della guerra d'Etiopia.

## Biografia
Nacque a Pietrasanta, in provincia di Lucca, il 14 marzo 1912, figlio di Raffaello e Elisa Bacci.  
Arruolatosi nel Regio Esercito, frequentò la Scuola allievi ufficiali di complemento di Milano, uscendone con il grado di sottotenente dell'arma di fanteria, corpo dei bersaglieri, il 18 giugno 1931. Dopo aver prestato servizio nel 5º Reggimento bersaglieri, nell'agosto 1932 fu posto in congedo, iniziando a lavorare come insegnante di educazione fisica nel Ginnasio Liceo di Conversano. In vista dell'approssimarsi dello scoppio delle ostilità con l'Impero d'Etiopia, nel luglio 1935 chiese, ed ottenne, di essere richiamato in servizio attivo e destinato in servizio presso il Regio corpo truppe coloniali della Somalia italiana. Giunto in Somalia venne assegnato al IX Battaglione arabo–somalo, del quale fu aiutante maggiore per diverso tempo, partecipando alle operazioni belliche durante la guerra d'Etiopia. Promosso tenente a scelta nel febbraio 1936, gli venne affidato un plotone mitragliatrici pesanti della 4ª Compagnia. Cadde in combattimento sul Monte Dunun, (Neghelli) il 19 maggio 1936 e fu insignito della medaglia d'oro al valor militare alla memoria.

### Fonti
1. 1 2 3 4  Combattenti Liberazione.
2. 1 2 3  Gruppo Medaglie d'Oro al Valor Militare 1965, p. 175.
3. ↑   Medaglia d'oro al valor militare Castellacci, Pietro, su quirinale.it, Quirinale. URL consultato l'11 luglio 2021.